# Macaca nigra
Macaca nigra là một loài động vật có vú trong họ Cercopithecidae, bộ Linh trưởng. Loài này được Desmarest mô tả năm 1822.
Đây là một loài khỉ Cựu thế giới sinh sống trong khu bảo tồn Tangkoko, phía đông bắc của đảo Sulawesi của Indonesia (Celebes), cũng như trên các đảo lân cận nhỏ hơn.

## Miêu tả
Dân địa phương gọi là yaki hoặc wolai, da và khuôn mặt không có lông, ngoại trừ một số lông trắng trong phạm vi vai, hoàn toàn màu đen tuyền. Bất thường đối với một loài động vật linh trưởng, chùn có đôi mắt màu nâu đỏ nổi bật.
Mõm dài với má cao và búi tóc dài, hoặc mào, ở phía trên đầu là nổi bật. Đuôi cụt dài chỉ khoảng 2 cm. Với chiều dài cơ thể tổng cộng 44 cm đến 60 cm và trọng lượng 3,6-10,4 kg, nó là một trong những loài khỉ nhỏ hơn. Tuổi thọ của loài này ước tính vào khoảng 20 năm.

## Hình ảnh

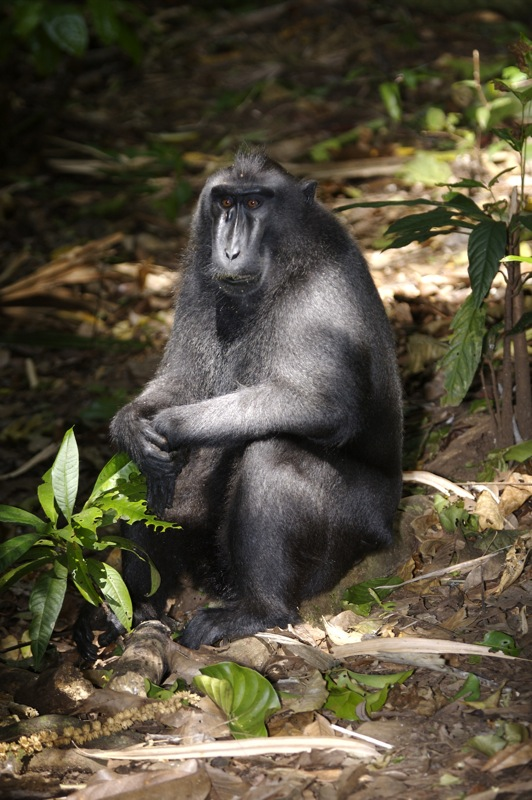
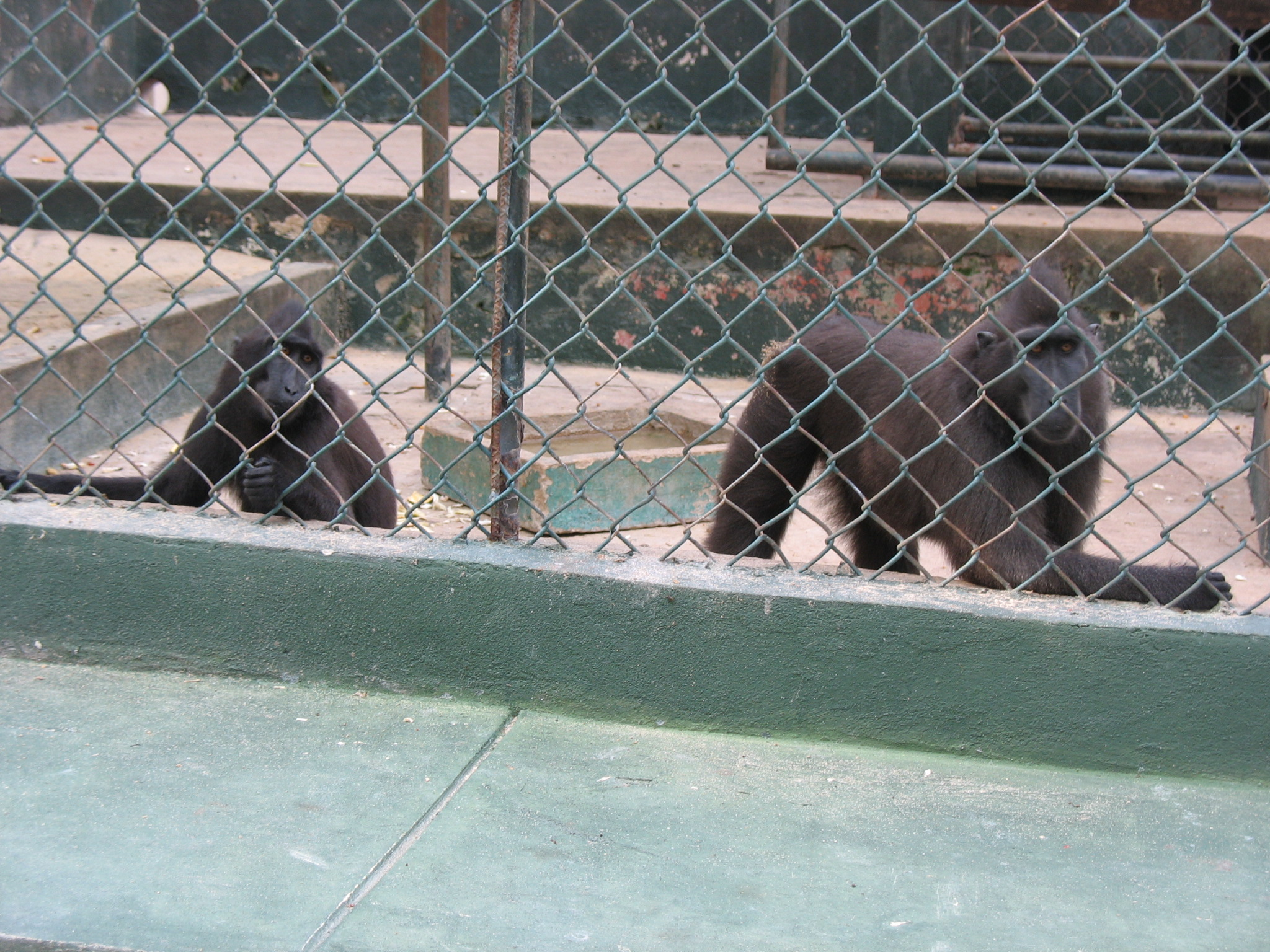
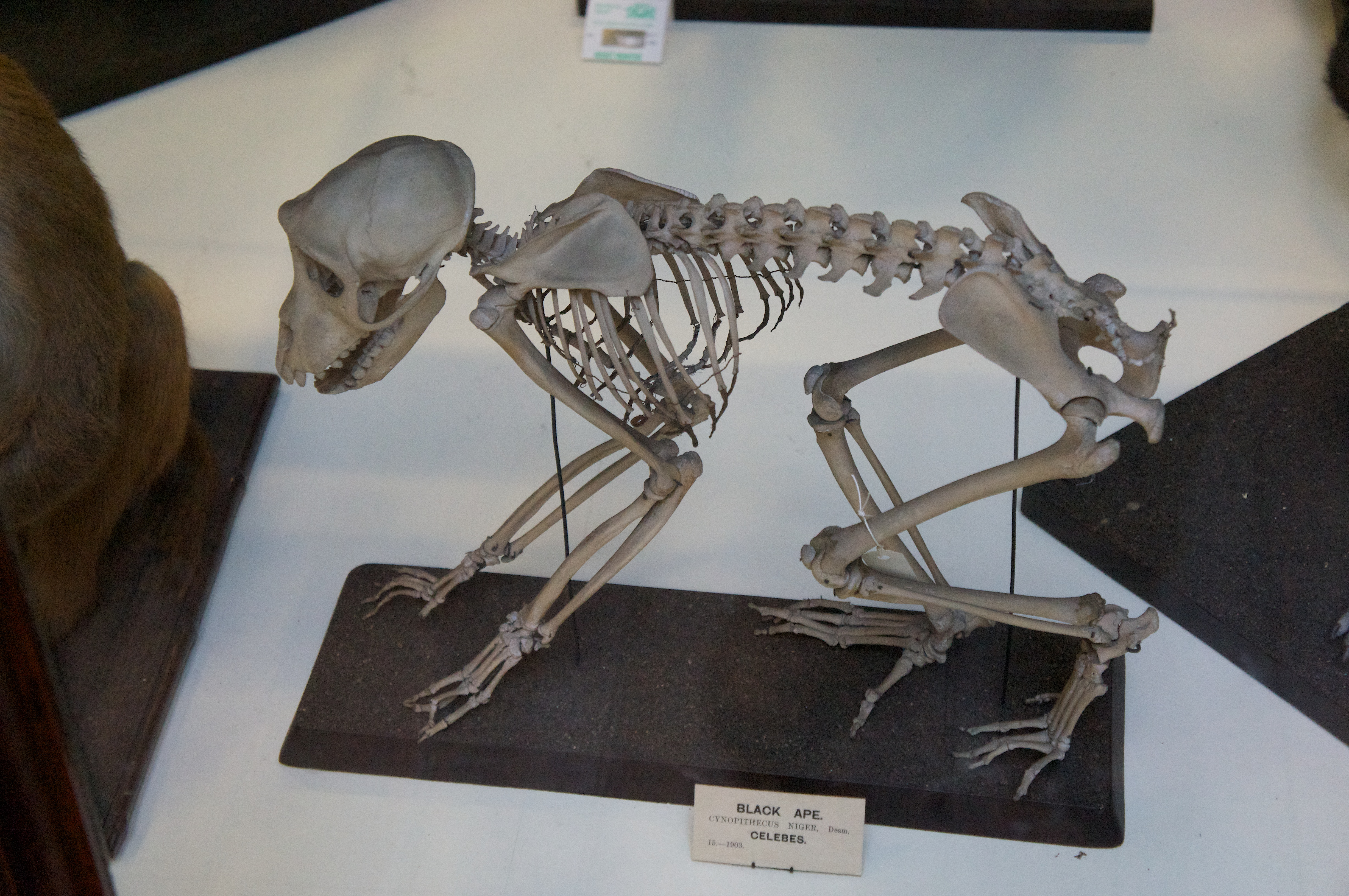
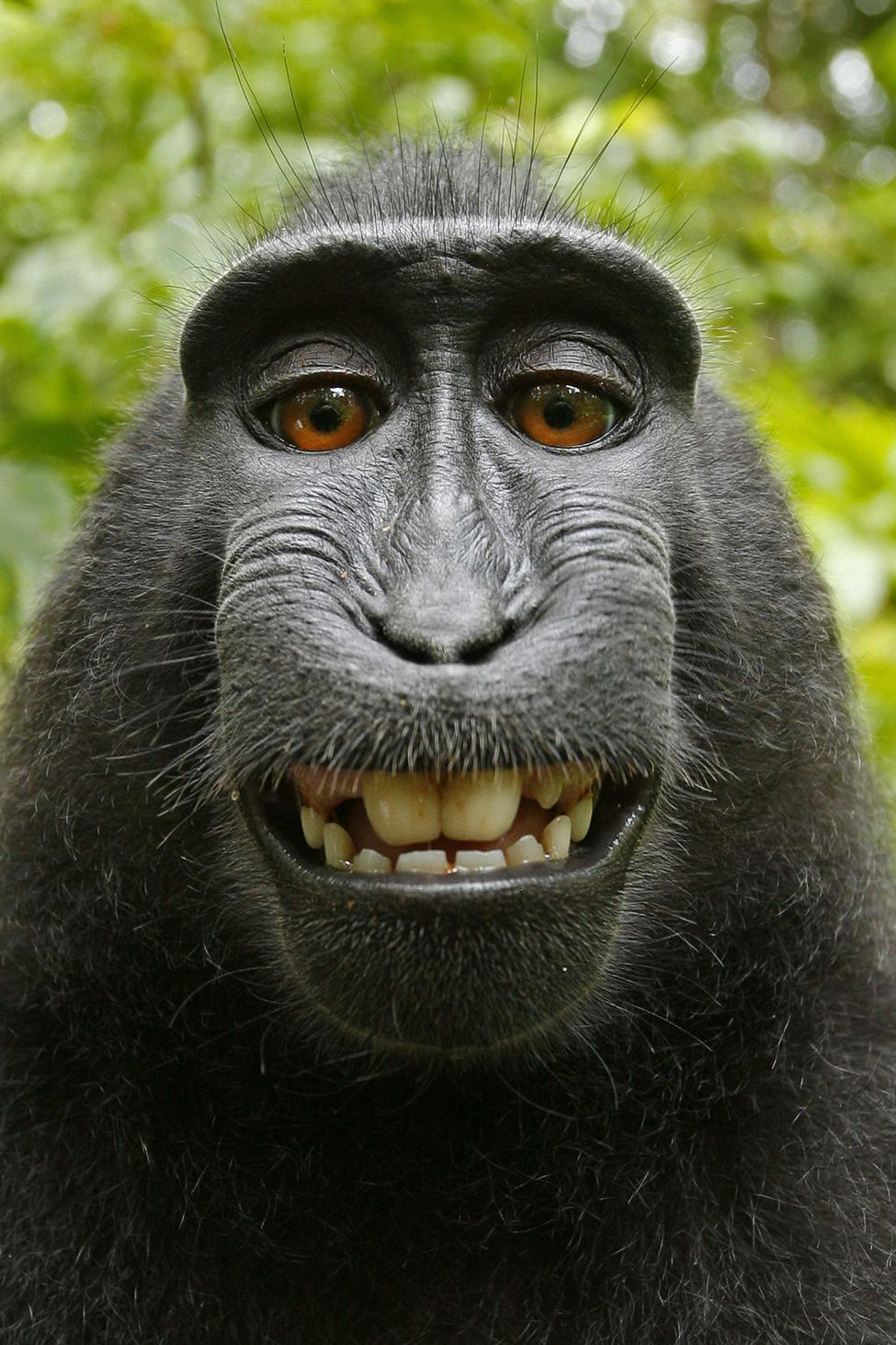